# Wichita
Pour les articles homonymes, voir Wichita (homonymie).
Wichita (/ˈwɪt͡ʃɪtɔ/) est une ville américaine, la plus grande de l'État du Kansas, située dans le comté de Sedgwick. Elle est le siège de six grands constructeurs d'avions et de la base de l'United States Air Force de McConnell (code AITA : IAB), d'où son surnom d'Air Capital (en français : « capitale de l'air »).
Lors du recensement de 2020, sa population s’élève à 397 532 habitants. L'aire métropolitaine correspondante s'étend sur quatre comtés adjacents et regroupe 640 510 habitants, ce qui la place au 84e des plus grandes métropoles des États-Unis.

## Histoire
Wichita a été fondée en 1864 et, grâce à l'arrivée du chemin de fer en 1872, elle est devenue un centre de transport du bétail. L'économie locale a été particulièrement transformée par la découverte de pétrole en 1915, puis les débuts de la construction aéronautique dès 1920.

## Géographie
Wichita se trouve dans le Centre des États-Unis, sur la rive orientale de l'Arkansas, à la confluence avec la Little Arkansas River, et près de la limite ouest des collines de Flint dans la région des basses terres Wellington-McPherson des Grandes Plaines.
La topographie de la région est caractérisée par la vaste plaine alluviale de la vallée de la rivière Arkansas et les pentes modérément vallonnées qui s’élèvent de chaque côté vers les terres plus élevées. 
Selon le Bureau du recensement des États-Unis, la ville a une superficie totale de 163,59 milles carrés (423,70 km2).
La ville de Eastborough est enclavée à l'intérieur de Wichita, à l'est du centre-ville.

## Climat
| Mois         | jan. | fév. | mars | avril | mai  | juin  | jui. | août | sep. | oct. | nov. | déc. | année |
| ------------ | ---- | ---- | ---- | ----- | ---- | ----- | ---- | ---- | ---- | ---- | ---- | ---- | ----- |
| T. min. moy. | −7,1 | −4,6 | 0,9  | 6,9   | 12,4 | 18,1  | 21,1 | 19,9 | 15,1 | 8,1  | 1,1  | −5   | 7,2   |
| T. max. moy. | 4,3  | 7,7  | 14   | 20,2  | 24,9 | 30,4  | 33,8 | 32,6 | 27,4 | 21,4 | 12,9 | 6,1  | 19,6  |
| Préc. (mm)   | 20,1 | 24,4 | 61,7 | 60,5  | 96,8 | 109,5 | 79,5 | 76,7 | 88,6 | 56,4 | 40,4 | 30,5 | 745,1 |

## Économie
La principale industrie de la ville est l'aéronautique, avec les usines de Bombardier (Learjet), Boeing jusqu'à sa fermeture en 2014, Cessna, Hawker Beechcraft. On y trouve même un centre de conception d'Airbus, associé au centre Filton, en Grande-Bretagne, et spécialisé dans la conception d'ailes.
Wichita possède plusieurs aéroports : Cessna Aircraft Field (code AITA : CEA), Beech Factory Airport (code AITA : BEC), aéroport de Wichita (code AITA : ICT).
Malgré l'industrie aéronautique, le taux de pauvreté reste élevé à Wichita (15,3 % contre 12,5 % pour l'ensemble des États-Unis)[Quand ?].
Wichita est aussi la ville d'origine de la chaîne de restauration rapide Pizza Hut, bien que son siège ne s'y trouve plus.

## Démographie
| Groupe                           | Wichita | Kansas | États-Unis |
| -------------------------------- | ------- | ------ | ---------- |
| Blancs                           | 71,9    | 83,8   | 72,4       |
| Afro-Américains                  | 11,5    | 5,9    | 12,6       |
| Asiatiques                       | 4,8     | 2,4    | 4,8        |
| Métis                            | 4,3     | 3,0    | 2,9        |
| Autres                           | 6,2     | 3,9    | 6,2        |
| Amérindiens                      | 1,2     | 1,0    | 0,9        |
| Total                            | 100     | 100    | 100        |
|                                  |         |        |            |
| Hispaniques et Latino-Américains | 15,3    | 10,5   | 17,37      |

Selon l'American Community Survey, pour la période 2011-2015, 83,34 % de la population âgée de plus de 5 ans déclare parler l'anglais à la maison, 10,88 % déclare parler l'espagnol, 2,39 % le vietnamien et 3,39 % une autre langue.

## Culture

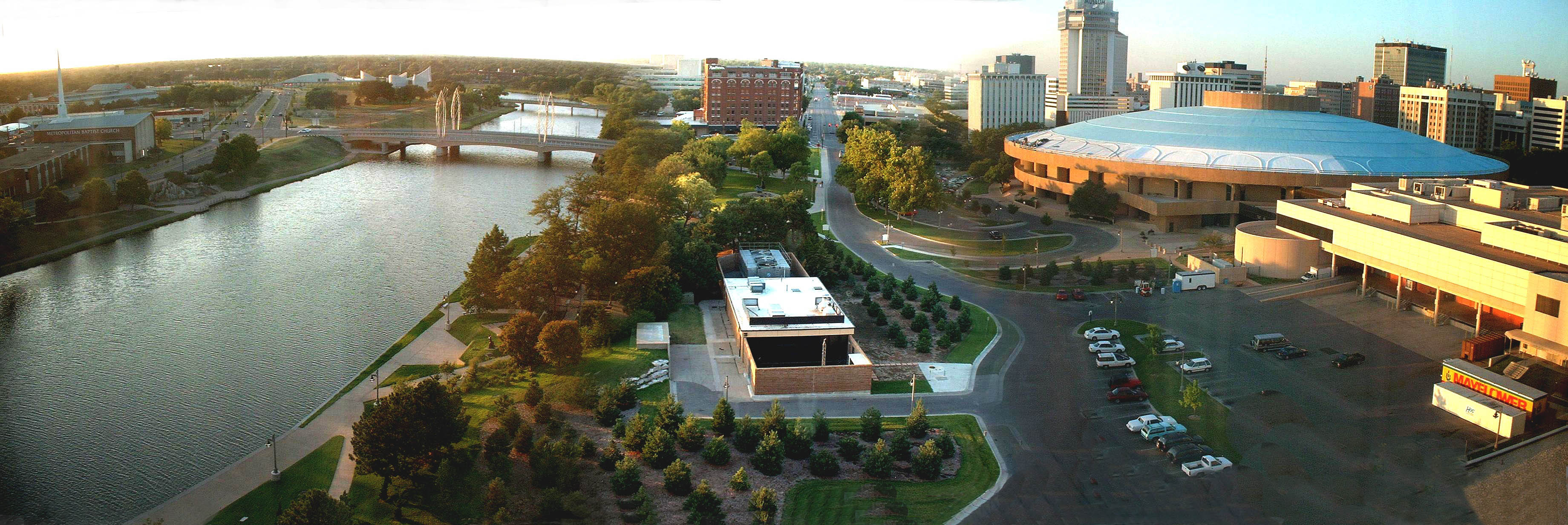
Le centre de Wichita et le Century II Convention Center.

Wichita est le siège de l'université d'État de Wichita, de l'université Newman (en) (fondée en 1933) et de nombreux musées comme le Mid-America All-Indian Center (en), où sont présentés des objets traditionnels amérindiens, et le Wichita Art Museum, principalement consacré à l'art et à la culture des États-Unis. Elle a également reçu, le 18 mai 1956, Elvis Presley, lors de son passage au Wichita Forum, pour deux prestations.

## Sport
- Le Cessna Stadium,  stade omnisports principalement utilisé pour le soccer et le football américain.

## Jumelages
Les villes jumelées sont :
- Orléans (France)
- Cancún (Mexique)
- Tlalnepantla de Baz (Mexique)
- Kaifeng (Chine)

## Évêché
- Diocèse de Wichita
- Liste des évêques de Wichita
- Cathédrale de l'Immaculée-Conception de Wichita